# Bärenpark
Bärenpark er et brætspil for flere spillere designet af den australske spildesigner Phil Walker-Harding, der blev udgivet i 2017 af Lookout Games. Hver spiller samler fliser og placerer dem for at bygge deres egen bjørnepark, en specialiseret zoo, der ligner den som fx findes i Bärengraben i Bern.
Spillet vandt den østrigske Spiel der Spiele pris i 2017. Walker-Harding har udtalt planer om at udvide spillet med muligheden for at bygge monorails i parken.

## Spillet
I Bärenpark bygger spillerne hver for sig en bjørnepark med isbjørne, brune bjørne og koalabjørne. Med brikker, der ligner dem, der falder ned i computerspillet Tetris og danner polyominoer, skal man dække sin plade, aktivere hvad man vil gøre i næste runde og planlægge, hvornår og hvordan man vil udvide sin park.
Man må kun foretage én ting, hver gang det bliver ens tur, hvilket gør, at man må tænke fremad for at udnytte pladsen på pladen optimalt og dermed vinde flest point. Bärenpark kan spilles på to forskellige måder; en enkel og en advanceret.
Polyominoer er grupper af firkanter, der har en side til fælles med en anden firkant, og er placeret forskelligt i forhold til hinanden. Bärenpark er flere gang blevet sammenlignet og vurderet på linje med polyominospil udviklet af den kendte spildesigner Uwe Rosenberg, der bl.a. har udviklet det prisbelønnede polyominospil Patchwork (2014).

## Modtagelse
Spillet modtog en rating på 7.4/10 i et review i BoardGameGeek og 8/10 i et review i det østrigske Spieletest. Det blev nomineret i 2017 Meeples' Choice og Golden Geek Best Family Board Game awards fra det samme site. Det vandt den østrigske Spiel der Spiele pris i 2017.
Spillet var desuden placeret på et antal Best of lister for brætspil i 2017, bla. Paste og Ars Technica.